# Claude Bouscau
Claude Lucien Jean Bouscau, conocido como Claude Bouscau, nacido el 15 de mayo de 1909 en Arcachón y fallecido en 1985 en París, fue un escultor francés. Durante su carrera, nunca dejó de escultura, el dibujo y la formación de estudiantes.

## Datos biográficos
Claude Bouscau nació en una familia de navegantes y fue descubierto por Maurice André, arquitecto jefe de los monumentos nacionales de vacaciones en Arcachón, a quien encontró durante una competición esculturas de arena, este fue su primer material.
Luego vinieron los estudios en la Ecole des Beaux-Arts de Burdeos. Alumno de Paul Niclausse en la Escuela Nacional de Artes Decorativas de París, donde fue primer Gran Premio en 1929, recibió el Premio Chenavard en 1933; entonces accede al estudio de Henri Bouchard en la Escuela Nacional Superior de Bellas Artes en París. Obtiene el primer Premio de Roma de escultura en 1935.
Pensionado de la Academia de Francia en Roma (Villa Medici: Director Paul Landowski) de 1935 a 1939, regresó a Francia para sumarse al frente del Marne. Recibirá la Cruz de guerra con Estrella y la Croix du Combattant.
En 1941 se casó con Sylviane Marceron (1920 -), con quien tuvo tres hijos, Francisco (1942 - 1951), Alix-Anne y Frank (Profesor de las Facultades de Derecho, abogado en el Tribunal de París).
Entre otras distinciones, recibió la Medalla de Honor en el Salón de los Artistas franceses - Medalla de Grabado en (1973) y Medalla de Honor - Escultura (1975).
Fue Caballero de la Legión de Honor. Caballero de la Orden de las Palmas Académicas. Medalla de Oro de la Ciudad de Burdeos (1935). Medalla de Plata de la Ciudad de París (1966).
Asociado del Salón de los Artistas franceses, del Salon d'Automne, del Salon des Indépendants y de la Fundación Taylor. Profesor Emérito de la Ciudad de París. Director de la Academia de Bellas Artes de Chaville.
Su taller se encuentra en el Distrito 14 de París, en el n.º 10 de la rue Hallé y su casa en el n.º 40 de la plaza Montsouris.

## Obra
La obra de Claude Bouscau es muy variada en cuanto a los temas (religiosos, vida civil, la maternidad, la infancia) y también por los modos de expresión (escultura en bulto redondo, bajorrelieves, grabado en madera, dibujo, grabado de cobre o estaño, medalla, pintura) y los materiales utilizados como soporte (piedra, mármol, yeso, bronce, cobre, estaño, papel).
Por otro lado, es muy variada en estilo. Claude Bouscau tiene en su juventud, un clasicismo practicado rigurosamente, en la estela de Rodin, Bourdelle, Maillol. Surgiendo posteriormente, el gusto por la estilización y una mente siempre en busca de la iluminación creativa. El artista incluso ha hecho incursiones con cierta felicidad en el arte contemporáneo. Pero lejos de seguir un camino lineal, por ejemplo, ir desde lo figurativo a lo abstracto, la obra de Claude Bouscau muestra escenas retrospectivas innovadoras y de gran osadía, como si el artista se rebelase y quisiese desalentar a los clasificadores del futuro.
Aun con esta versatilidad, su obra, vasta y diversa, aglutina una gran unidad de concepción, relacionada con un deambular particular en un peculiar intento de distinguir períodos sucesivos aleatorios.
A lo largo de su vida, acumula, bocetos, estudios y dibujos a lápiz, carboncillo, sanguina. En una necesidad real de "morder" a sus contemporáneos en la ciudad, en la playa, donde atrapa la forma completa y todo le sirve como modelo.

### Envíos desde Roma
- Héraclès, (Heracles), parque Mauresque de Arcachón
- Léda et le cygne, (Leda y el cisne) jardín del n.º 40, plaza Montsouris de París (Distrito 14)
- Baigneuse ou «Maria »(bañista o María), parque Mauresque de Arcachón
- Pequeños bronces de personajes típicos (observados por el escultor durante sus viajes por Italia, Grecia y Túnez).
- Diversos bustos en mármol y bronce.

### Encargos del Estado
(decoración de edificios públicos o escuelas)
- L'Annonciation (La Anunciación) (1941) Iglesia de Saint-Dominique, París (distrito 14).
- Apollon (Apolo) (1943) París, Assistance Publique
- la Ville de Beauvais luttant (La Villa de Beauvais luchando)(1959) Ayuntamiento, Beauvais (Oise)
- La Lune et le Soleil (La Luna y el Sol) (1961) Toulouse, IInstituto de estudios políticos, Arquitecto: Trilhe.
- L'épopée de Jeanne d'Arc (La epopeya de Juana de Arco) (1964) Clermont-Ferrand, Liceo Jeanne d'Arc, Arquitecto: G. Noèl padre.
- Les écoliers (Los escolares) (hacia 1947-1948) Arcachón, école maternelle Victor Duruy.[4]
- Maternité (Maternidad) (1955) Burdeos, Caisse d'Allocations Familiales de la Gironde, Arquitectos L. y M. Garros,
- Jeux d'enfants (Juegos infantiles) (1955) Vic-sur-Cère, Grupo escolar. Arquitectos: Croizet y Delrieu.
- Bajorrelieves (1954) Arcachón, Liceo de Grand Air (La Forêt-El Bosque - Le Naturaliste -El naturalista ... ), Arquitectos : Domenc- Larcher – Hourtic. (El escultor también ha realizado con la misma facilidad, otras dos bajorrelieves y dos "placas" en arcilla.)
- Le Chant - La Danse (el canto, la danza) (1956) Aurillac, Centre d'Apprentissage féminin. Arquitecto: P. Terrisse
- Les bienfaits d'Esculape, dieu de la santé (Los beneficios de Esculapio, dios de la Salud)( 1977) Chaudes-Aigues (Cantal) Collège d'Enseignement Général) Arquitecto: Ch. Terrisse.
- La bourrée auvergnate (La Auvernia de peluche) (1972) Pierrefort (Cantal). Collège d'Enseignement Général Arquitecto: Ch. Terrisse.
- Le gardien de but (portero) (1963) Bolbec (Seine-Maritime) Collège d'Enseignement Technique) Arquitecto: Brun.
- Le gardien de but (portero) (1966) Aurillac, Collège Technique et Centre d'Apprentissage masculin Arquitecto : Ch. Terrisse.
- La jeunesse (la juventud) (1957) Aurillac, École Normale, Architecto: P. Terrisse.
- Vulcain, le Forgeron (Vulcano, el forjador) (1960) Eu (Seine-Maritime) Centro de Aprendizaje para jóvenes, Arquitecto: Brun.
- Chemin de Croix monumental (Monumental Vía Crucis) (1942-1948) iglesia del Sagrado Corazón de Aurillac (Cantal) – Bajorrelieves de la vida de Cristo Arquitecto : Croizet.
- Numerosas medallas, jetones,[5] pequeñas esculturas producidas por la Monnaie de Paris.

### Encargos municipales
- Maître Lachaud (1950; instalación: 1954) Treignac (Corrèze).
- Le héros mourant plantant son épée en terre (El héroe que muere siembra su espada en el suelo) (1956) Cementerio Militar de Arcachon.
- Monument élevé à la mémoire des Creusois morts en déportation (Monumento erigido en memoria de los cruzados muertos en el exilio) (1956) Aubusson (Creuse).
- Femme jouant avec un dauphin (Mujer jugando con un delfín) (1952) Arcachon, entrada al ascensor del Casino Mauresque. (1952) Arcachón, en el Casino Mauresque.
- Monument aux Marins Péris en Mer (Monumento a los marineros desaparecidos en la mar) (1968) Entrada del puerto de Arcachón.
- Perle de la côte d'Argent (obra póstuma y contemporánea) Plaza Claude Bouscau en Arcachón, llevada a cabo después de la muerte del artista a partir de un modelo suyo.

### Encargos particulares
- Statue de la Vierge (Estatua de la Virgen) (1938) Jardín de las Hermanas de San Vicente de Paul en Arcachón.
- Chopin (1949) Centenario de la muerte del compositor. Colección Chaumet, París.
- Le guérisseur Robert Martin (El curandero Robert Martin) (1962) Les Abatilles, Arcachon.
- Pequeños bronces: Claire, Sylvie,... Claire Sylvia, ... fundición: Godard Moldeado: Godard

+ Muchos de los bustos en mármol y bronce

### Taller Claude Bouscau
- Le jour et la nuit (Día y Noche) (1966) Mobile + más animales (Fábulas de la Fontaine) de cobre
- Danseuses (Bailarines) - Terracota
- Sirène et Triton (Tritón y Sirena) (hacia1950) - terracota
- Taureau moldeado: Godard
- Galets (Rodillos): pequeños bronces agradables para acariciar, pulidos como guijarros devueltos por el mar
- L'Éloquence (La elocuencia)
- Maternité (Maternidad)

+ Modelos, dibujos, pinturas, ilustraciones de la obra de Ronsard

## Docencia
Después de la guerra, de vuelta en París, Claude Bouscau se convirtió en profesor de la ciudad de París y enseñó durante muchos años en Montparnasse, hasta pasar tres años la edad de jubilación. Posteriormente, continuó enseñando hasta su muerte en la Academia de Bellas Artes de Chaville (78) que él había creado y que él dirigió.

## Exposiciones
Claude Bouscau ha realizado exposiciones en París y en provincias, pero el lugar donde está mejor representado es en su ciudad natal, Arcachón, que tiene más de una docena de obras que reflejan su arte, desde la estancia Roma, hasta la etapa final: Perla de la Costa de Plata. La Ciudad de Arcachon ha llevado a cabo una exposición retrospectiva en junio-julio de 1990.